# Операция «Боло»

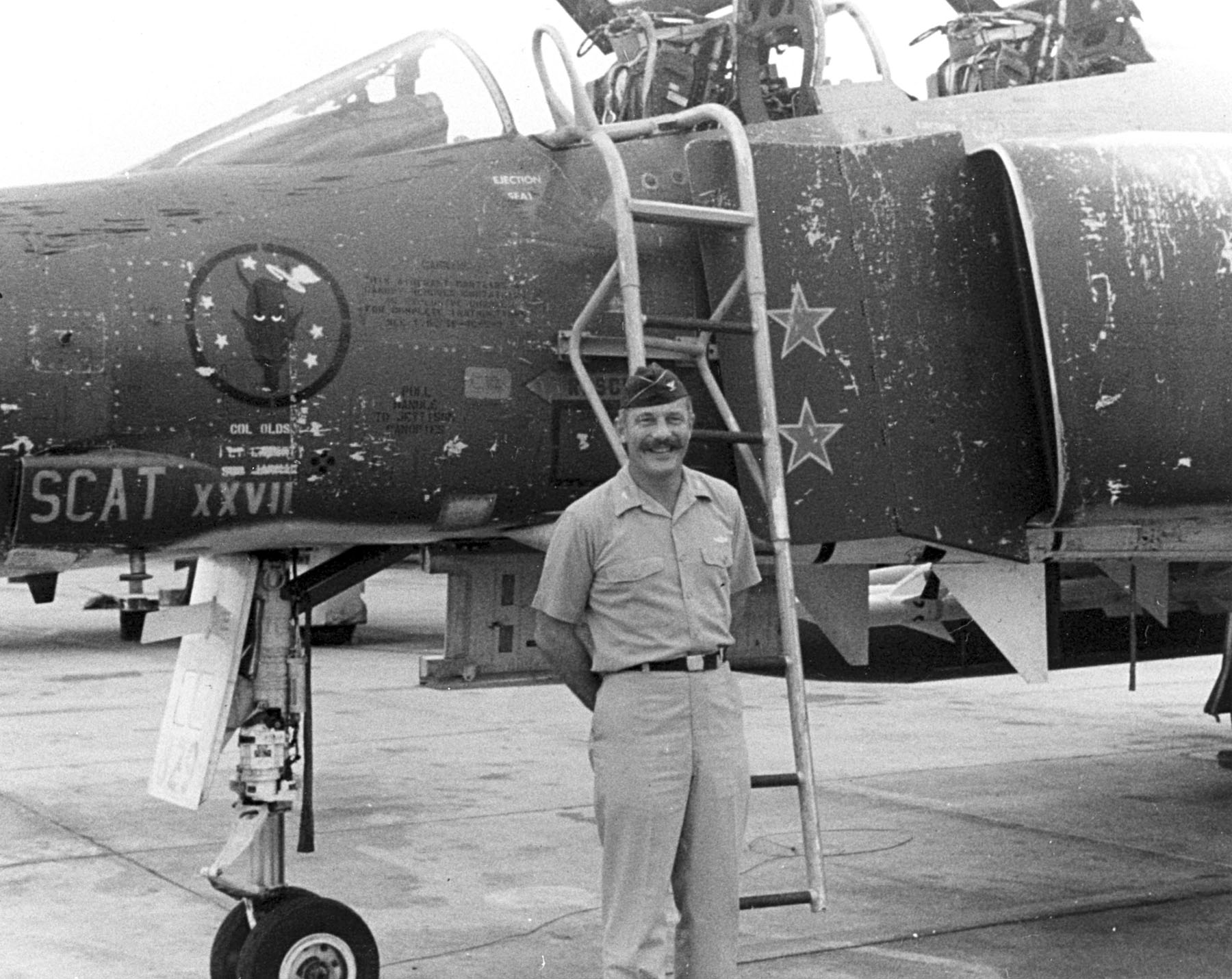
Робин Олдс, автор и участник операции «Боло»

Операция «Боло» (англ. Operation Bolo) — операция ВВС США в ходе Вьетнамской войны, направленная на ликвидацию угрозы со стороны северовьетнамских истребителей МиГ-21. В ходе операции американская авиация провела один из своих наиболее успешных воздушных боёв за всю войну.

## Предпосылки
Начиная с марта 1965 года, авиация США осуществляла регулярные бомбардировки Демократической Республики Вьетнам в рамках кампании «Rolling Thunder». В течение первого года основу системы ПВО ДРВ составляла ствольная артиллерия и пулемёты, в то время как зенитно-ракетные комплексы и истребители-перехватчики играли достаточно небольшую роль. Однако, постоянная поддержка со стороны СССР позволила укрепить ПВО и ВВС страны. С середины 1966 года активизировались действия северовьетнамской авиации, получившей на вооружение современные истребители МиГ-21. В конце года командование ВВС ДРВ начало практиковать перехват американских самолётов на дальних подступах к целям, что позволило нанести ощутимые потери ударным F-105 «Тандерчиф».
Осенью 1966 года новым командиром 8-го тактического истребительного крыла ВВС США на авиабазе Убон (Таиланд) стал полковник Робин Олдс, ас Второй мировой войны (12 воздушных побед). Он был обеспокоен увеличением потерь в воздушных боях и пришёл к выводу о необходимости нанести удар по авиации противника. До этого времени борьба с ВВС ДРВ считалась второстепенной задачей из-за их невысокой активности. Уничтожить МиГи на земле было невозможно из-за того, что продолжал действовать запрет на бомбардировки вьетнамских аэродромов: высшее политическое руководство США опасалось, что удары по аэродромам приведут к жертвам среди советского военного персонала и к резкой эскалации войны, вплоть до прямого вмешательства СССР. Выход был один: вовлечь авиацию противника в воздушный бой на выгодных для американской стороны условиях.
Операция получила кодовое название «Боло». Её суть заключалась в том, что истребители F-4 «Фантом II» должны были имитировать поведение группы ударных F-105, представлявших для МиГов более лёгкую цель. Имитация включала использование стандартных маршрутов подлёта к цели, выдерживание характерной скорости и высоты, использование экипажами «Фантомов» терминологии пилотов «Тандерчифов» при радиообмене. Таким образом, МиГи должны были попасть в ловушку, атаковав вместо достаточно уязвимых ударных самолётов готовые к бою истребители. К этому времени у Северного Вьетнама был всего один авиаполк истребителей МиГ-21 (921-й), базировавшийся на аэродроме Фук-Йен в районе Ханоя.

## Проведение
Операция была назначена на 1 января 1967 года, но отложена на день из-за плохой погоды. 2 января всё же было принято решение о проведении операции, несмотря на густую облачность. Основная задача возлагалась на 28 самолётов F-4C из состава 8-го крыла, возглавляемых лично Олдсом: именно они должны были имитировать ударную группу F-105 над Фук-Йен. Столько же «Фантомов» из 366-го тактического истребительного крыла (Дананг, Южный Вьетнам) имели задачу блокировать другие аэродромы со стороны побережья и перехватить северовьетнамские истребители при попытке бегства в Китай. К обеспечению операции привлекались «дикие ласки» F-105, самолёты дальнего радиолокационного обнаружения EC-121, самолёты радиоэлектронной борьбы EB-66, самолёты прикрытия F-104. Дерзость операции заключалась ещё и в том, что ни один пилот 8-го крыла до того момента не имел опыта реального воздушного боя: вьетнамские «МиГи» просто избегали сражаться с F-4, предпочитая безопасную для себя охоту на F-105.
Американский план сработал. На перехват противника были подняты МиГ-21, и пилоты «Фантомов», используя численное превосходство и фактор внезапности, вступили с ними в манёвренный воздушный бой, в котором успели принять участие только 12 F-4. По американским данным, было сбито 7 самолётов противника достоверно и 2 предположительно, собственных потерь не было. Вьетнамские данные подтверждают потерю 6 МиГ-21 (из них одна понесена в результате израсходования самолётом топлива) и 1 лётчика, а также признают факт отсутствия у американцев потерь. Для 921-го полка это был тяжёлый, но не последний удар: 6 января ВВС США устроили новую ловушку и сбили ещё два МиГ-21. После этого МиГ-21 на три месяца перестали летать на перехват американских самолётов.

## Вьетнамская версия боя
По данным вьетнамских источников, 2-го января 1967 года в бой вступило только два звена МиГ-21ПФЛ. Первое звено в составе: Ву Нгок Динь, Нгуен Дук Туан, Нгуен Дан Кинь и Буи Дук Нхо поднялось в воздух в 13:56 по Ханойскому времени. Пробив слоистую облачность, самолёты попали под вражескую атаку и были сбиты, все четыре лётчика сумели спастись, воспользовавшись катапультами. После потери первой четверки МиГ-ов в воздух поднялось второе звено в составе: Нгуен Нгок До, Дан Нгок Нья, Донг Ван Де и Нгуен Ван Кок. На этот раз вьетнамские лётчики были внимательнее и, заметив вражескую атаку, выполнили противоракетный манёвр. В результате только один самолёт был сбит, а его лётчик Нгуен Нгок До успешно катапультировался. Три уцелевших МиГ-а произвели посадку на авиабазе Нойбай. Общие потери за день составили 5 МиГ-21ПФЛ: 1812, 1908, 1909, 2106, 2206.

## Итоги
Потеряв за несколько дней половину имевшихся МиГ-21, командование ВВС ДРВ было вынуждено пересмотреть тактику использования истребительной авиации. Личный состав 921-го полка был деморализован произошедшим. В целом, на восполнение потерь ушло по крайней мере два месяца: вплоть до весны 1967 года 921-й полк оставался небоеспособным, активность северовьетнамской авиации почти прекратилась. Воздушное сражение 2 января 1967 года было одним из крупнейших за всю войну. По официальным американским данным, таких же крупных успехов позднее удавалось достичь всего дважды: в мае 1967 и в мае 1972 года. Единственным утешением для вьетнамцев стало спасение всех сбитых в этот день лётчиков.

## Победы
Ниже перечислены все семь экипажей, которым было официально засчитано по одной победе в бою 2 января 1967 года.
| # | Пилот                           | Оператор вооружения                | Оружие |
| - | ------------------------------- | ---------------------------------- | ------ |
| 1 | 1-й лейтенант Ральф Веттерхан   | 1-й лейтенант Джерри Шарп          | AIM-7  |
| 2 | капитан Уолтер Радекер III      | 1-й лейтенант Джеймс Мюррэй III    | AIM-9  |
| 3 | полковник Робин Олдс            | 1-й лейтенант Чарльз Клифтон       | AIM-9  |
| 4 | капитан Эверетт Распберри-мл.   | 1-й лейтенант Роберт Вестерн       | AIM-9  |
| 5 | майор Филипп Комбиз             | 1-й лейтенант Ли Даттон            | AIM-7  |
| 6 | капитан Джон Стоун              | 1-й лейтенант Клифтон Даннегэн-мл. | AIM-7  |
| 7 | 1-й лейтенант Лоуренс Глинн-мл. | 1-й лейтенант Лоуренс Кэри         | AIM-7  |

Подтвержденные вьетнамской стороной потери:
| # | Пилот           | Полк      | Описание                               |
| - | --------------- | --------- | -------------------------------------- |
| 1 | Ву Нгок Динь    | 921-й иап | Сбит, лётчик успешно катапультировался |
| 2 | Нгуен Дук Тхуан | 921-й иап | Сбит, лётчик успешно катапультировался |
| 3 | Нгуен Данг Кинь | 921-й иап | Сбит, лётчик успешно катапультировался |
| 4 | Буи Дук Нхо     | 921-й иап | Сбит, лётчик успешно катапультировался |
| 5 | Нгуен Нгок До   | 921-й иап | Сбит, лётчик успешно катапультировался |

## Фильмы
- Воздушные асы войны (англ. War Heroes of The Skies) — шестисерийный документальный исторический сериал (Канада), выпущенный в 2012 году, 5-я серия. Режиссёры: Найджел Леви, Тим Волочатюк.